# Distretto di Fenoarivobe
Il distretto di Fenoarivobe è un distretto del Madagascar situato nella regione di Bongolava. Ha per capoluogo la città di Fenoarivobe.
La popolazione del distretto è di 123 598 abitanti (censimento 2011).
In seguito il distretto ha assunto il nome di Fenoarivo Afovoany.